# 羽多野渉・佐藤拓也のScat Babys Show!!
『羽多野渉・佐藤拓也のScat Babys Show!!』は、2016年10月7日からニコニコチャンネル、音泉、ラジオ大阪にて配信・放送されているラジオ番組。

## 概要
パーソナリティの羽多野渉と佐藤拓也が、とりとめのないトークを繰り広げるラジオ番組。
2017年、第3回アニラジアワードにおいて、「BEST SEXY RADIO えっちなラジオ賞（新人枠）」を受賞した。
2018年、第4回アニラジアワードにおいて、「BEST SEXY RADIO えっちなラジオ賞（一般枠）」を受賞した。
2019年1月25日（第121回）、2月1日（第122回）配信は羽多野渉がインフルエンザの為、阿部敦が代理パーソナリティを務めた。

## 放送時間
- ニコニコチャンネル
  - 毎週金曜日 20:00より1週間アーカイブ配信（2016年10月7日 - ）
  - 有料会員は会員限定トークを含めたすべての過去配信を聴取可能
- 音泉
  - 毎週金曜日 20:00より1週間アーカイブ配信（2016年10月7日 - ）
- ラジオ大阪 1314 V-STATION
  - 毎週金曜日 24:30 - 25:00（2016年10月7日 - ）

## コーナー
羽多野渉の職業ペロペロ
リスナーから募集した、仕事やアルバイトで経験した「あるあるネタ」を発表するコーナー。
佐藤拓也の恋愛相談
リスナーから募集した恋愛相談に対して、佐藤が答えていくコーナー。
ペロ生テーマメール
「せっかくだから聞いてみたい! 何でもない質問!!」普段のイベントやラジオでは中々聞けない、リスナーからの「なんでもない質問」に答えるコーナー。
よく使う道具
生活の中でよく使う道具についてリスナーから寄せられたメールを元にトークするコーナー。
ペロワード
リスナーから「この番組っぽい響きの外国語」を送ってもらい紹介するコーナー。
みんなのおかず
リスナーからオススメの「おかず」を送ってもらい紹介するコーナー。

## ペロ生
2016年10月19日から「羽多野渉・佐藤拓也のScat Babys Show！！ペロ生」がニコニコ生放送で月1回配信されている。無料生放送が30分前後、有料チャンネル会員限定生放送が30分前後の約1時間番組。

### ゲスト
| 配信回 | 配信日   | ゲスト                       | 備考 |
| 2016年 | 2016年   | 2016年                       | 2016年 |
| ------ | -------- | ---------------------------- | --- |
| ＃3    | 12月28日 | 白井悠介                     | |
| 2017年 |          |                              | |
| ＃4    | 1月11日  | 市川太一、天﨑滉平、大塚剛央 | 『阿座上洋平＆市川太一のいただきラジオ！』、『天﨑滉平・大塚剛央の「僕たちもう、フレンドですよね?」』番宣ゲスト |
| ＃6    | 3月22日  | 代永翼                       | |
| ＃7    | 4月19日  | 下野紘                       | |
| ＃8    | 5月17日  | 長谷川芳明                   | |
| ＃9    | 6月14日  | 榎木淳弥                     | |
| ＃10   | 7月26日  | 江口拓也                     | |
| ＃11   | 9月20日  | 木村昴                       | |
| ＃12   | 10月4日  | 森嶋秀太                     | |
| ＃13   | 11月29日 | 興津和幸                     | |
| ＃14   | 12月27日 | 西山宏太朗                   | |
| 2018年 |          |                              | |
| ＃15   | 1月24日  | 阿部敦                       | |
| ＃16   | 2月21日  | 中島ヨシキ                   | |
| ＃17   | 3月21日  | 酒井広大                     | |
| ＃18   | 4月18日  | 熊谷健太郎、野上翔           | 『くまがみ珈琲店』番宣ゲスト                                                                                    |
| ＃19   | 5月30日  | 増田俊樹                     | |
| ＃21   | 7月25日  | 平川大輔                     | |
| ＃22   | 8月22日  | SURFACE                      | |
| ＃23   | 9月19日  | 小林裕介                     | |
| ＃24   | 10月17日 | 畠中祐                       | |
| ＃25   | 11月14日 | 沢城千春                     | |
| ＃26   | 12月26日 | 寺島惇太                     | |
| 2019年 |          |                              | |
| ＃27   | 2月20日  | 千葉翔也                     | |
| ＃28   | 3月20日  | 田丸篤志                     | |
| ＃32   | 7月24日  | 土岐隼一                     | |
| ＃33   | 9月18日  | 河西健吾                     | |
| ＃34   | 10月16日 | 日野聡                       | |
| ＃35   | 11月27日 | 立花慎之介                   | |
| 2020年 |          |                              | |
| ＃36   | 2月19日  | 川原慶久                     | |
| ＃40   | 6月24日  | 逢坂良太                     | |
| ＃41   | 6月24日  | 白井悠介                     | |
| ＃42   | 8月19日  | 五十嵐雅                     | |
| ＃43   | 9月16日  | 鈴木裕斗                     | |
| ＃44   | 11月25日 | 新垣樽助                     | |
| 2021年 |          |                              | |
| ＃46   | 1月20日  | 鳥海浩輔                     | |
| ＃47   | 2月17日  | 熊谷健太郎、野上翔           | 『くまがみ珈琲店』コラボ                                                                                        |
| ＃48   | 3月31日  | 駒田航                       | |
| ＃50   | 5月26日  | 小野友樹                     | |
| ＃51   | 6月23日  | 濱野大輝                     | |
| ＃52   | 7月21日  | 伊東健人                     | |
| ＃54   | 10月27日 | 畠中祐                       | |
| ＃55   | 11月24日 | 神尾晋一郎                   | |
| 2022年 |          |                              | |
| ＃57   | 1月19日  | 小松昌平                     | |
| ＃58   | 2月26日  | 新垣樽助、田丸篤志           | |
| ＃60   | 4月13日  | 西山宏太朗                   | |
| ＃61   | 5月25日  | 熊谷健太郎、野上翔           | 『くまがみ珈琲店』コラボ                                                                                        |
| ＃63   | 7月20日  | 広瀬裕也                     | |
| ＃64   | 9月28日  | 小松昌平                     | |
| ＃65   | 10月26日 | 梶原岳人                     | |
| ＃67   | 12月21日 | 天﨑滉平                     | |
| 2023年 |          |                              | |
| ＃68   | 1月18日  | ランズベリー・アーサー       | |
| ＃69   | 2月15日  | 沢城千春                     | |
| ＃70   | 3月29日  | 染谷俊之                     | |
| ＃71   | 4月26日  | 増田俊樹                     | |
| ＃72   | 5月24日  | 梅田修一朗                   | |
| ＃73   | 6月21日  | 田丸篤志                     | |
| ＃74   | 7月19日  | 戸谷菊之介                   | 前半のみ『レモンスカッシュスコア』宣伝ゲスト                                                                    |
| ＃75   | 9月27日  | 逢坂良太                     | |
| ＃76   | 10月25日 | 中島ヨシキ                   | |
| ＃77   | 11月22日 | 村田太志                     | |
| ＃78   | 12月20日 | 阿部敦                       | |
| 2024年 |          |                              | |
| ＃79   | 1月31日  | 八代拓                       | |
| ＃80   | 3月27日  | 川原慶久                     | |

## イベント
- 音泉祭り2017冬 内公開録音 SBS、ぼくフレ、いたラジ、大集合！＜音泉＞男性声優新番組・コラボ&公録祭り！「僕たちの番組リスナーになってください！」（2017年2月18日、よみうりランド）[6]
  - SPゲスト：代永翼[7]
- 第1部「第１回ペロモーター総会」、第2部「SFP部夏の強化練習会」（2017年8月13日、大田区民プラザ 大ホール）[8]
  - ゲスト：小西克幸、斉藤壮馬
- 「羽多野渉・佐藤拓也のScat Babys Show!!」イベント（2018年8月5日、第一生命ホール）[9]
  - ゲスト：豊永利行、前野智昭
- ペロミーティング（2019年1月20日、プラザ平成 国際会議場）
- 「羽多野渉・佐藤拓也のScat Babys Show！！」 第1部「SFP部の夏祭り」、第2部「SFP部の夏合宿」（2019年8月24日、大手町サンケイプラザ）
  - ゲスト：木村昴、西山宏太朗、畠中祐